# Igrzyska Panamerykańskie 1959
III Igrzyska Panamerykańskie odbyły się w Chicago w Stanach Zjednoczonych w dniach 27 sierpnia – 7 września 1959 r. W zawodach udział wzięło 2293 sportowców z 25 państw. Najwięcej medali zdobyli gospodarze igrzysk – 236.

## Państwa biorące udział w igrzyskach
| - Argentyna - Antyle Holenderskie - Bahamy - Bermudy - Brazylia - Kanada - Chile - Ekwador | - Federacja Indii Zachodnich - Gwatemala - Gujana Brytyjska - Haiti - Kostaryka - Kuba - Meksyk - Nikaragua | - Panama - Peru - Portoryko - Salwador - Stany Zjednoczone - Urugwaj - Wenezuela |

## Dyscypliny i rezultaty
| - Baseball (szczegóły) - Boks (szczegóły) - Gimnastyka (szczegóły) - Jeździectwo (szczegóły) - Kolarstwo (szczegóły) - Koszykówka (szczegóły) - Lekkoatletyka (szczegóły) - Pięciobój nowoczesny (szczegóły) - Piłka nożna (szczegóły) | - Piłka siatkowa (szczegóły) - Piłka wodna (szczegóły) - Pływanie (szczegóły) - Podnoszenie ciężarów (szczegóły) - Skoki do wody (szczegóły) - Strzelectwo (szczegóły) - Szermierka (szczegóły) - Tenis ziemny (szczegóły) - Wioślarstwo (szczegóły) - Zapasy (szczegóły) |

## Tabela medalowa
W klasyfikacji medalowej igrzysk zwyciężyli zdecydowanie Amerykanie zdobywając 239 medale (115 złote, 69 srebrnych, 52 brązowych). Drugie miejsce zdobyli Argentyńczycy z 39 medalami (9 złotych, 19 srebrnych, 11 brązowych). Trzecie miejsce zdobyli Brazylijczycy z 22 medalami (8 złotych, 8 srebrnych, 6 brązowe). 
| Miejsce | Kraj                | Złoto | Srebro | Brąz | Razem |
| 1       | Stany Zjednoczone   | 115   | 69     | 52   | 236   |
| 2       | Argentyna           | 9     | 19     | 11   | 39    |
| 3       | Brazylia            | 8     | 8      | 6    | 22    |
| 4       | Meksyk              | 6     | 11     | 12   | 29    |
| 5       | Kanada              | 5     | 19     | 24   | 48    |
| 6       | Chile               | 5     | 2      | 6    | 13    |
| 7       | Jamajka             | 2     | 4      | 8    | 14    |
| 8       | Kuba                | 2     | 4      | 4    | 10    |
| 9       | Bahamy              | 2     | 0      | 0    | 2     |
| 10      | Wenezuela           | 1     | 7      | 7    | 15    |
| 11      | Urugwaj             | 1     | 3      | 4    | 8     |
| 12      | Panama              | 0     | 4      | 4    | 8     |
| 13      | Peru                | 0     | 2      | 5    | 7     |
| 14      | Portoryko           | 0     | 2      | 4    | 6     |
| 15      | Ekwador             | 0     | 1      | 1    | 2     |
| 16      | Haiti               | 0     | 1      | 0    | 1     |
| 17      | Gujana Brytyjska    | 0     | 0      | 3    | 3     |
| 18      | Antyle Holenderskie | 0     | 0      | 1    | 1     |
| 18      | Gwatemala           | 0     | 0      | 1    | 1     |